# Moldavska Sovjetska Socijalistička Republika
Moldavska Sovjetska Socijalistička Republika (moldavski: Република Советикэ Сочиалистэ Молдовеняскэ; ruski: Молда́вская Сове́тская Социалисти́ческая Респу́блика, akronim: MSSR) bila je jedna od 15 republika Saveza Sovjetskih Socijalističkih Republika.
Moldavska SSR je formirana 2. kolovoza 1940. od dijelova Besarabije regije koja je anektirana od Rumunjske 28. lipnja te godine i Moldavske Autonomne Sovjetske Socijalističke Republike (MASSR), autonomne republike unutar Ukrajinskog SSR.
Nakon neuspjeha Tatarbunariskog ustanka, Sovjeti su osnovali 12. listopada 1924. Moldavsku Autonomnu Sovjetsku Socijalističku Republiku u Ukrajinskom SSR na dijelu teritorija između rijeka Dnjestar i Bug, na način da su podupirali propagandni napor i potencijalu komunističku revoluciju u Rumunjskoj.
Dana 26. lipnja četiri dana nakon što je Francuska, potpisala primirje s Trećim Reichom, Sovjetski Savez izdao je ultimatum Rumunjskoj, zahtijevajući ustupanje Besarabije i Bukovine.  Nakon što su se Sovjeti složili s Njemačkom da će ona ograničiti svoja potraživanja u Bukovini. Njemačka je pozvala Rumunjsku da prihvati ultimatum, kojeg je Rumunjska i prihvatila dva dana kasnije.
U ljeto 1941., Rumunjska pristupila Hitleru u invaziji na Sovjetski Savez te osvaja Besarabiju i sjevernu Bukovinu, kao i teritorij istočno od Dnjestra nazvan "Pridnjestrovlje". Do kraja Drugog svjetskog rata Sovjetski Savez je ponovno osvojio sve izgubljene teritorije.
Nakon Deklaracije o suverenosti 23. lipnja 1990., a do Deklaracije o neovisnosti 27. kolovoza 1991., Moldavija se službeno naziva Sovjetskom Socijalističkom Republikom Moldavijom. Nakon stjecanja formalne neovisnosti, postala je Republika Moldavija. Ubrzo nakon toga izbio je građanski rat na istoku zemlje (Pridnjestrovlje), gdje se središnja vlast iz Kišinjeva borila sa separatistima, koji su podržani od strane prosovjetskih snaga i različitih snaga iz Rusije. Kišinjev još uvijek nema vlast nad istokom zemlje.

## Demografija
Tijekom sovjetskog progona smanjenje su zajednice Nijemaca, Židova i Poljaka, doseljavanjem povećan je broj Rusa i Ukrajinaca.
| Etnička skupina | 1941.     | 1941.     | 1959.     | 1959.     | 1970.     | 1970.     | 1979.     | 1979.     | 1989.     | 1989.     |
| --------------- | --------- | --------- | --------- | --------- | --------- | --------- | --------- | --------- | --------- | --------- |
| Moldavci        | 1.620.800 | 68,8 %    | 1.886.566 | 65,4 %    | 2.303.916 | 64,6 %    | 2.525.687 | 63,9 %    | 2.794.749 | 64,5 %    |
| Rumunji         | -         | -         | 1663      | 0,06 %    | 1581      |           | 1657      |           | 2477      | 0,06 %    |
| Ukrajinci       | 261.200   | 11,1 %    | 420.820   | 14,6 %    | 506.560   | 14,2 %    | 560.679   | 14,2 %    | 600.366   | 13,8 %    |
| Rusi            | 158.100   | 6,7 %     | 292.930   | 10,2 %    | 414.444   | 11,6 %    | 505.730   | 12,8 %    | 562.069   | 13,0 %    |
| Židovi          | -         | -         | 95.107    | 3,2 %     | 98.072    | 2,7 %     | 80.127    | 2,0 %     | 65.672    | 1,5 %     |
| Gagauzi         | 115.700   | 4,9 %     | 95.856    | 3,3 %     | 124.902   | 3,5 %     | 138.000   | 3,5 %     | 153.458   | 3,5 %     |
| Bugari          | 177.700   | 7,5 %     | 61.652    | 2,1 %     | 73.776    | 2,1 %     | 80.665    | 2,0 %     | 88.419    | 2,0 %     |
| Romi            | -         | -         | 7265      | 0,2 %     | 9235      | 0,2 %     | 10.666    | 0,3 %     | 11.571    | 0,3 %     |
| ostali          | 23.200    | 1,0 %     | 22.618    | 0,8 %     | 43.768    | 1,1 %     | 48.202    | 1,2 %     | 56.579    | 1,3 %     |
| ukupno          | 2.356.700 | 2.356.700 | 2.884.477 | 2.884.477 | 3.568.873 | 3.568.873 | 3.949.756 | 3.949.756 | 4.335.360 | 4.335.360 |